# Any Given Sunday
Any Given Sunday är en amerikansk dramafilm från 1999.

## Handling
Filmen handlar om allt som innebär att vara involverad i amerikansk fotboll. Både om de som styr bakom och om de som står ute på plan. I rollerna ser man bland andra Al Pacino, som är tränare för laget Miami Sharks, och Cameron Diaz, som äger laget. Diaz roll Christina Pagniacci vill modernisera läget, medan Pacinos karaktär Tony D'Amato, en man av traditioner, vill ha det på det gamla sättet.

## Om filmen
Any Given Sunday regisserades av Oliver Stone, som även skrivit manus tillsammans med Daniel Pyne och John Logan.

## Rollista (urval)
- Al Pacino - Tony D'Amato
- Cameron Diaz - Christina Pagniacci
- Dennis Quaid - Jack 'Cap' Rooney
- James Woods - Dr. Harvey Mandrake
- Jamie Foxx - Willie Beemen
- LL Cool J - Julian Washington
- Matthew Modine - Dr. Ollie Powers
- Lawrence Taylor - Luther 'Shark' Lavay
- Andrew Bryniarski - Patrick 'Madman' Kelly
- Lauren Holly - Cindy Rooney
- Elizabeth Berkley - Mandy Murphy
- Ann-Margret - Margaret Pagniacci
- Aaron Eckhart - Nick Crozier
- John C. McGinley - Jack Rose
- Jaime Bergman - partytjej
- Sean Stone - fan